# Museu de Mataró
El Museu de Mataró és una institució museística de Mataró, al Maresme, amb seu central a Can Serra, edifici d'estil renaixentista bastit el 1565. Forma part de la Xarxa de Museus Locals de la Diputació de Barcelona, gestiona també diversos centres patrimonials locals:
- Ca l'Arenas. Centre d'Art del Museu de Mataró.
- El Clos Arqueològic Torre Llauder.[3]
- Can Boet, Centre de Documentació del Parc del Montnegre i el Corredor[4][5] i centre d'interpretació del jaciment arqueològic de la vil·la romana de Torre Llauder.
- Can Marfà. Museu del Gènere de Punt,[6] antiga fàbrica de Can Marfà, aleshores una de les fàbriques de gènere de punt més importants de l'estat espanyol.

## Col·leccions
Les col·leccions del Museu són molt diverses, tant en origen com en tipologia, i comprenen materials arqueològics prehistòrics, ibèrics, romans, medievals i moderns, espècimens naturals, objectes històrics i un fons d'art que comprèn taules i talles religioses, pintura barroca, modernista i noucentista, del qual destaca una sèrie de gravats de Goya. El 2006 Xavier Ubach i Linares va donar-hi la seva col·lecció al museu.

## Seus

### Can Serra

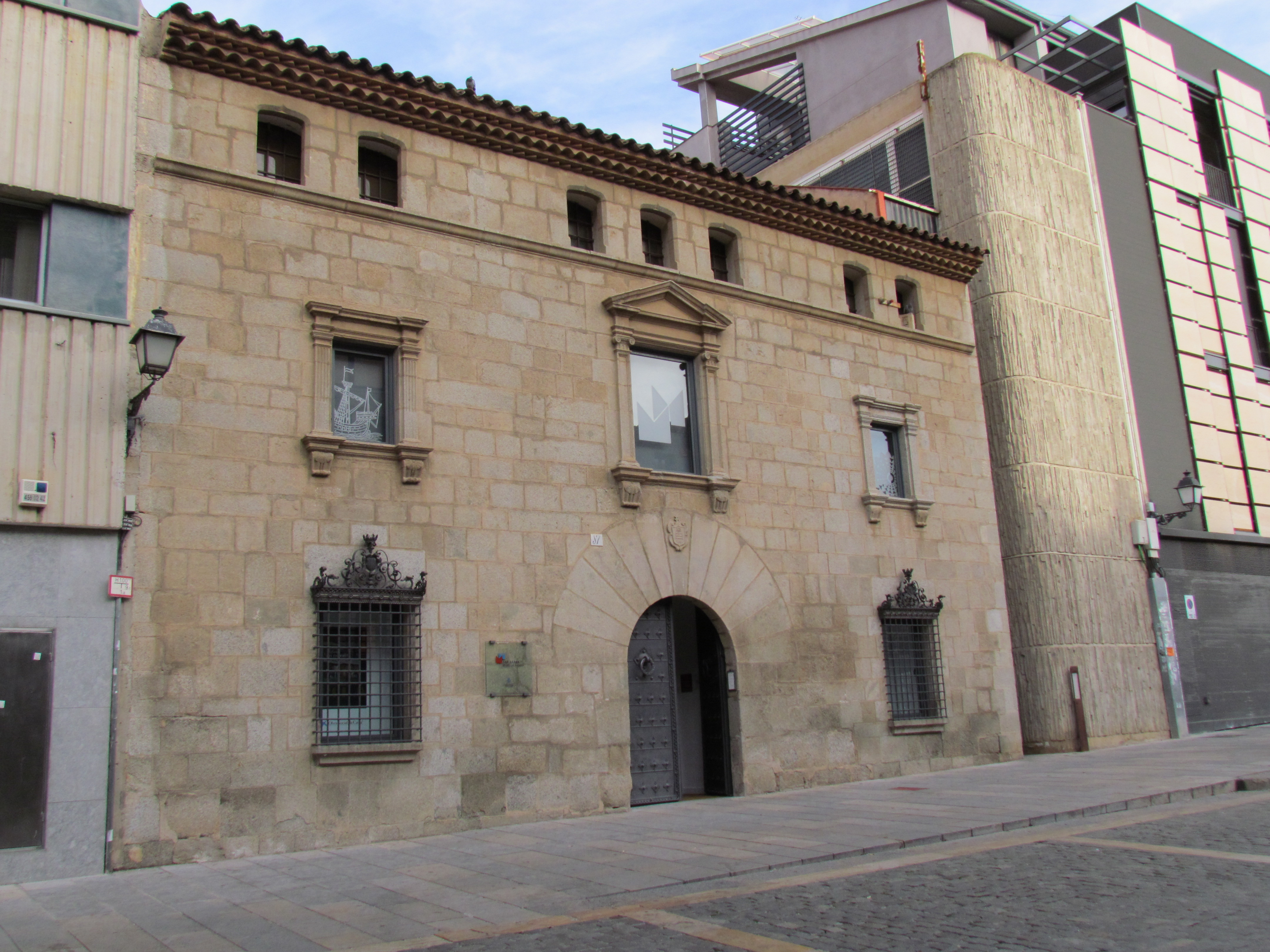
Can Serra

El Museu de Mataró està instal·lat des de 1941 a Can Serra, l'antiga casa pairal del magnífic Jeroni Serra Arnau, un dels primers burgesos honrats de Mataró i síndic de la vila a les Corts de Montsó. L'edifici, de 1565, és una construcció de planta baixa i dos pisos d'estil renaixentista. A la façana hi destaquen el portal dovellat i les finestres emmarcades per motllures i cartel·les. L'interior conserva l'estructura originària i en destaca el teginat de fusta originari.

### Clos Arqueològic Torre Llauder
El Clos Arqueològic Torre Llauder és un jaciment arqueològic en què es conserven les restes de les dependències senyorials d'una vil·la romana amb paviments de mosaics. Construïda en època d'August, a finals del segle i aC, va pertànyer al territori de la ciutat romana d'Iluro. S'hi realitzen visites guiades tots els dissabtes excepte els festius.

### Ca l'Arenas. Centre d'Art del Museu de Mataró

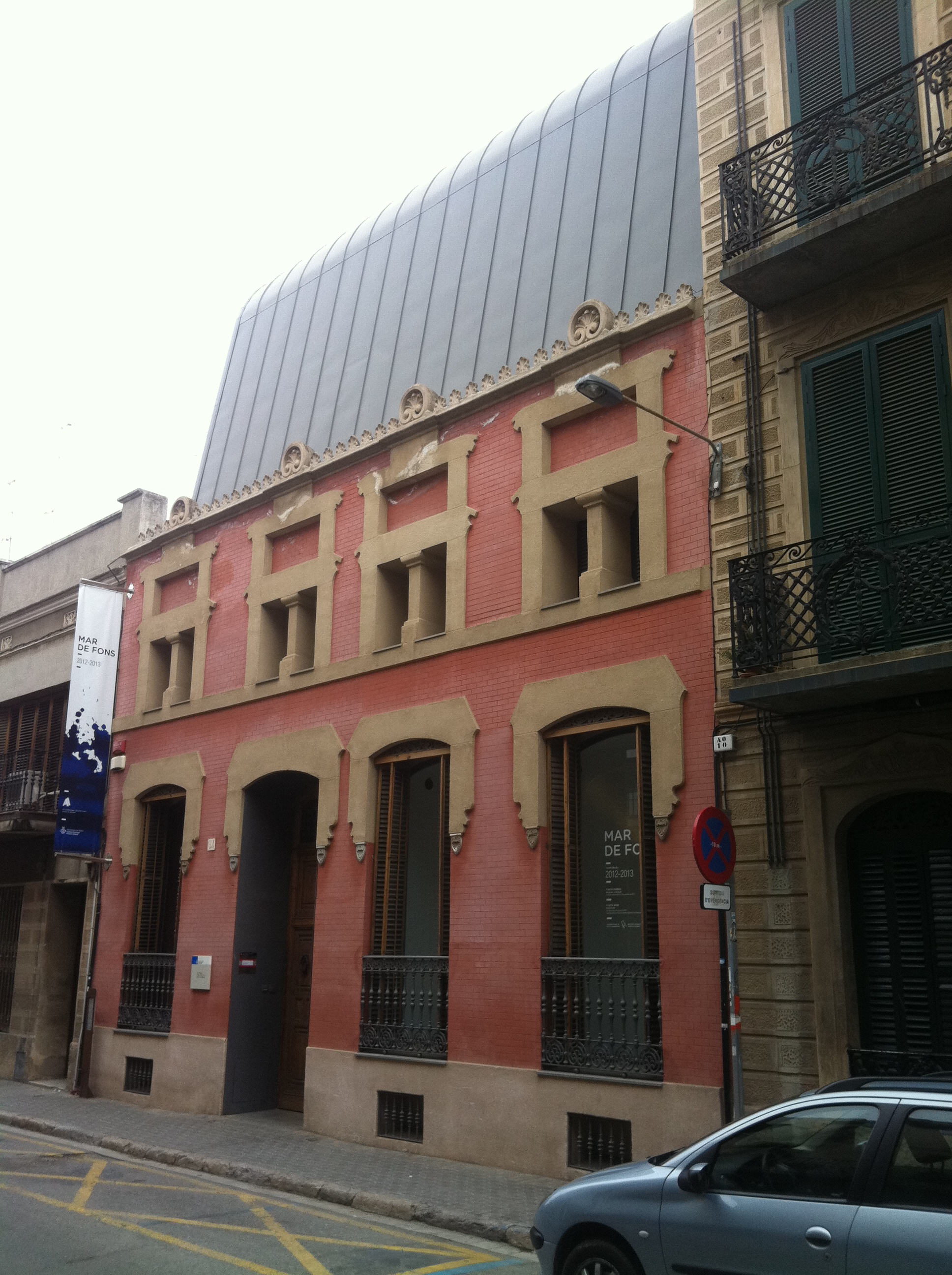
Ca l'Arenas

Ca l'Arenas. Centre d'Art del Museu de Mataró neix del llegat de l'artista Jordi Arenas i Clavell a la seva ciutat natal i és l'extensió específica del Museu de Mataró especialitzada en art, amb atenció especial a l'activitat artística de la ciutat de Mataró; amb aquest objectiu, s'hi realitzen tota mena d'activitats culturals: exposicions, tallers, conferències, xerrades i projeccions d'audiovisuals.

### Can Marfà. Museu del Gènere de Punt

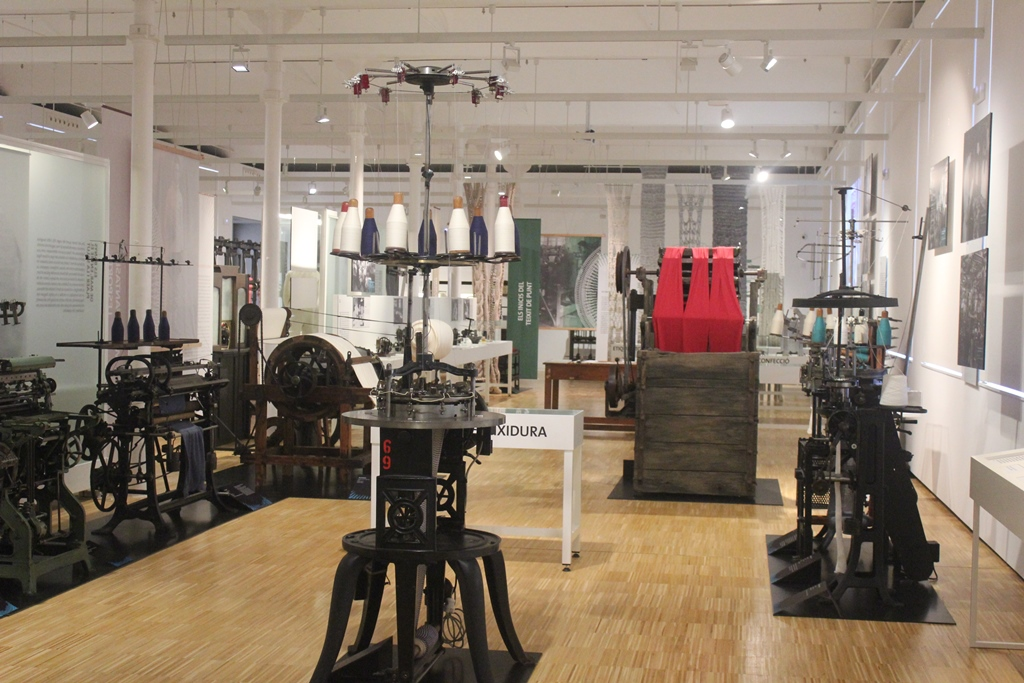
Exposició Museu del Gènere de Punt

La nau petita de Can Marfà acull des del 28 de març de 2015 la nova extensió del Museu de Mataró dedicada a la conservació, documentació, recerca i difusió del patrimoni cultural relacionat amb la indústria del gènere de punt.
L'equipament compta amb 1.800 m2 distribuïts en tres plantes. La planta baixa, de caràcter polivalent, acull els serveis didàctics, l'àrea d'exposicions temporals, un espai d'auditori i l'espai showroom, que pretén oferir un aparador obert al públic i als professionals del sector del gènere de punt per presentar les novetats en l'àmbit de la producció, el disseny, la formació i la recerca. La primera planta acull l'exposició de referència de l'equipament. La mostra, titulada Mataró, capital del gènere de punt, presenta més d'un centenar d'objectes de diferent tipologia i cronologia: maquinària, indumentària, imatges i documents, de la col·lecció Jaume Vilaseca, que han estat seleccionats, documentats i restaurats per formar part de l'exposició permanent de Can Marfà, amb l'objectiu de posar en valor una de les col·leccions més importants d'Europa en la seva especialitat, i un patrimoni cultural estretament vinculat amb la ciutat de Mataró.

## Seccions
- Secció de Ciències Naturals: Secció especialitzada en l'estudi del medi natural de la comarca del Maresme.[12] Publiquen anualment la revista Atzavara,[13] de caràcter monogràfic i amb accés obert.[14]
- Secció Arqueològica

El Museu de Mataró gestiona col·leccions de temàtiques molt variades:
Patrimoni arqueològic
- Escultura de la Venus d'Iluro
- Retrat de Faustina Minor
- Vil·la romana de Torre Llauder

Patrimoni històric
- Cooperativa Obrera Mataronense
- Cristalleries de Mataró

Patrimoni artístic
- Albert Alís
- Marta Duran Quintana

Patrimoni natural
- Balena de Mataró

## Galeria

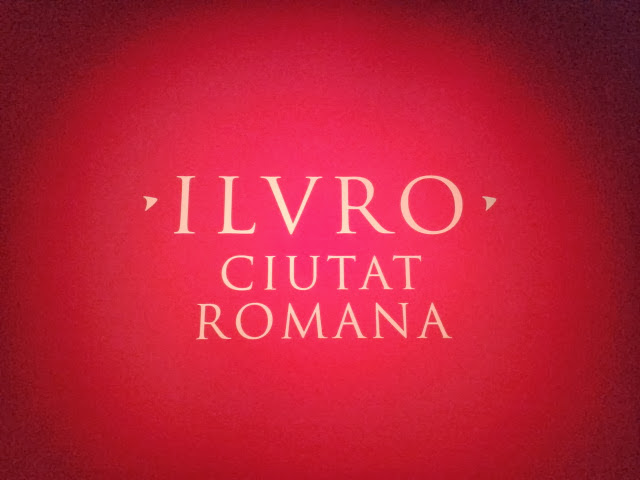
Presentació de l'exposició permanent d'època romana al Museu de Mataró
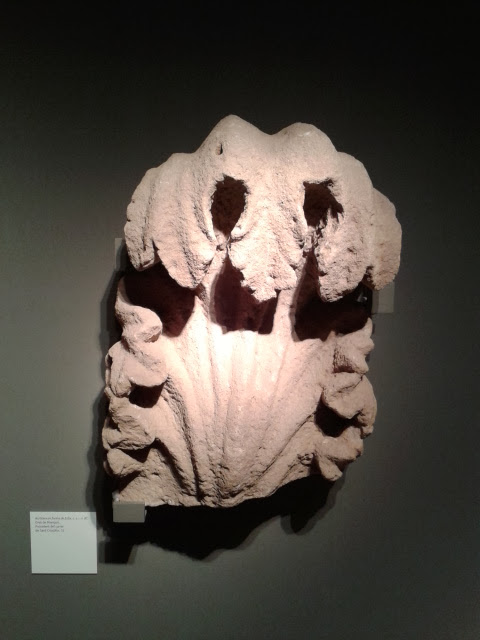
Element arquitectònic
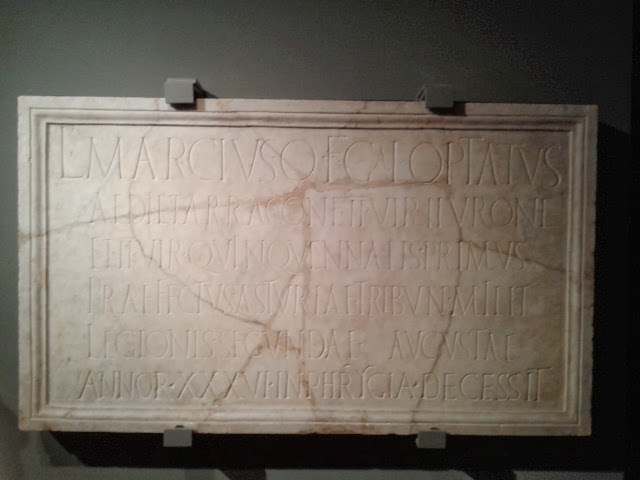
Làpida romana amb inscripció relativa a Iluro
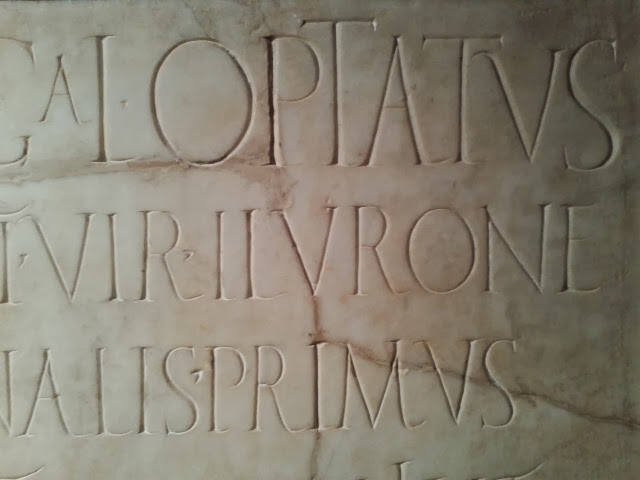
Fragment de làpida romana amb inscripció relativa a Iluro
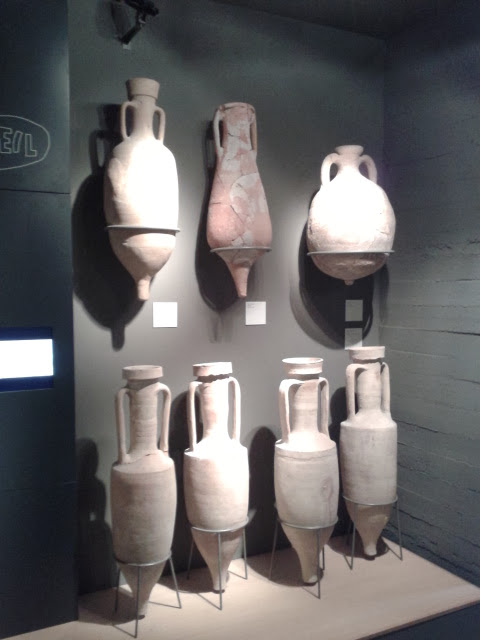
Ànfores i dòlies trobades en jaciments arqueològics d'Iluro
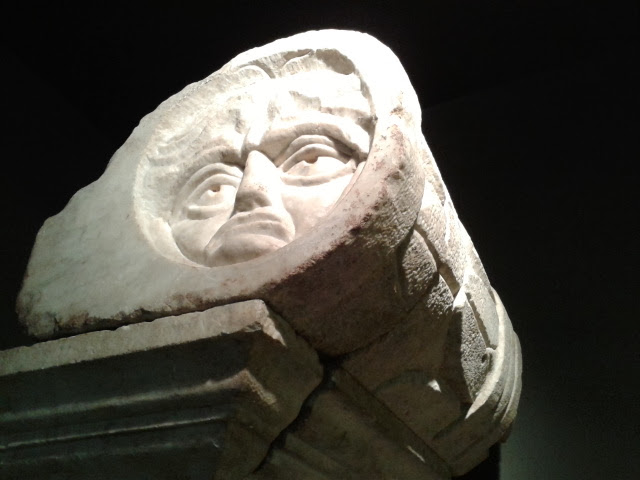
Gòrgona tronada en un jaciment d'Iluro
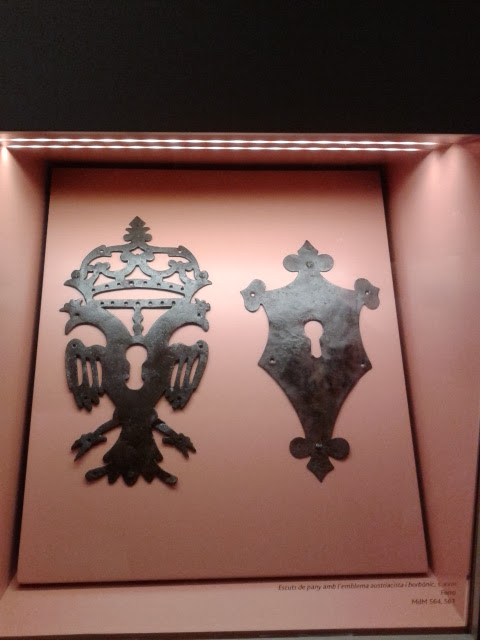
Panys de porta en favor del bàndol austriacista o borbònic
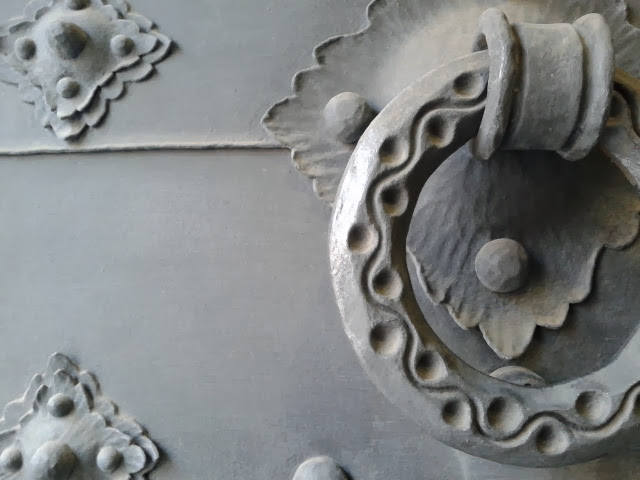
Detall de la porta del Museu de Mataró
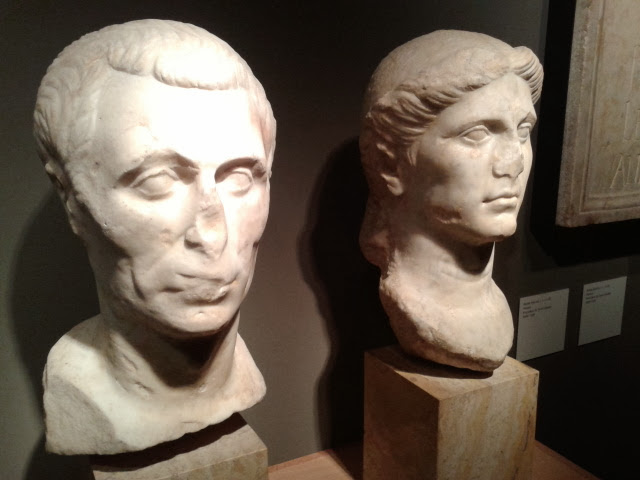
Bustos d'època romana trobats al jaciment de Torre Llauder
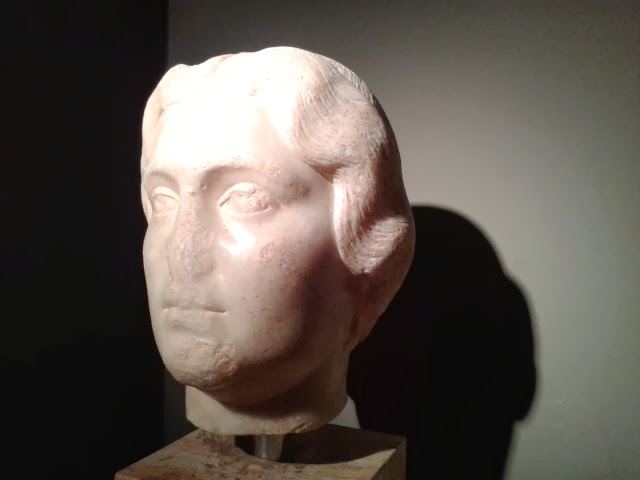
Bust de Faustina la Menor trobat al jaciment de Torre Llauder
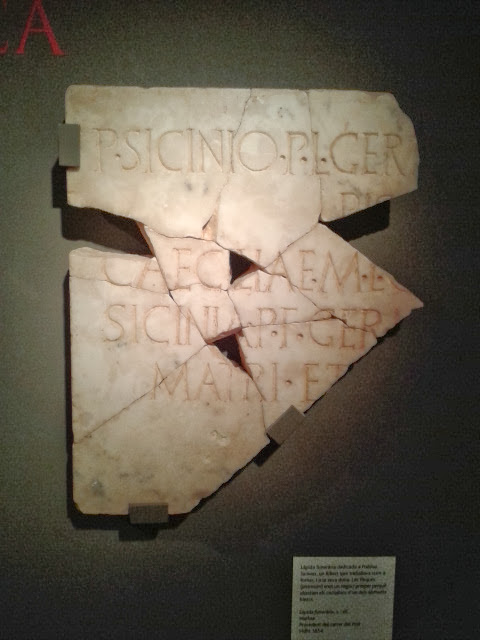
Fragment de làpida
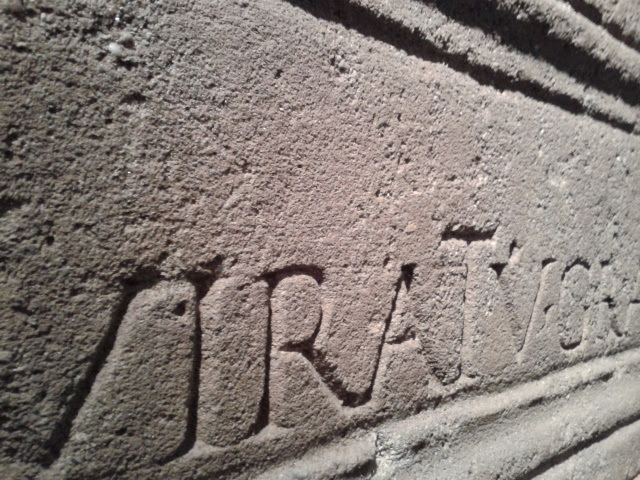
Fragment de motllura amb inscripció
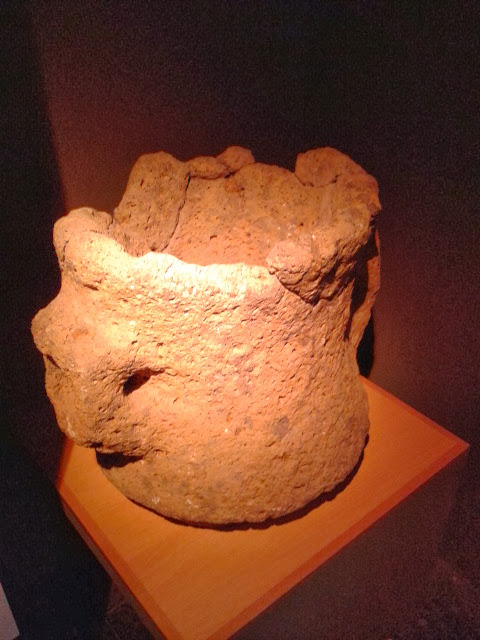
Vas de terrissa
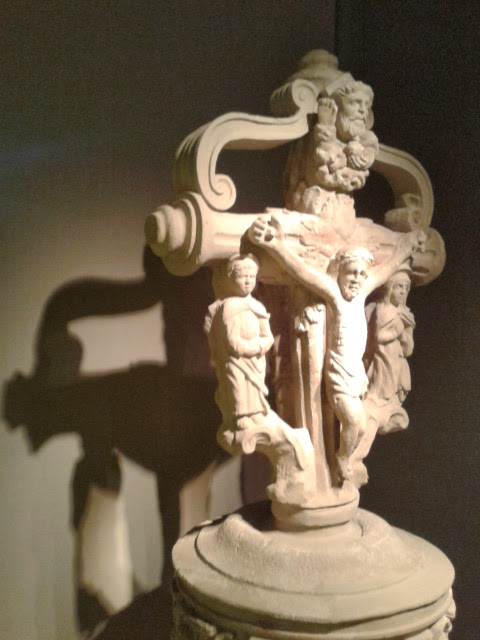
Creu de terme de Mataró
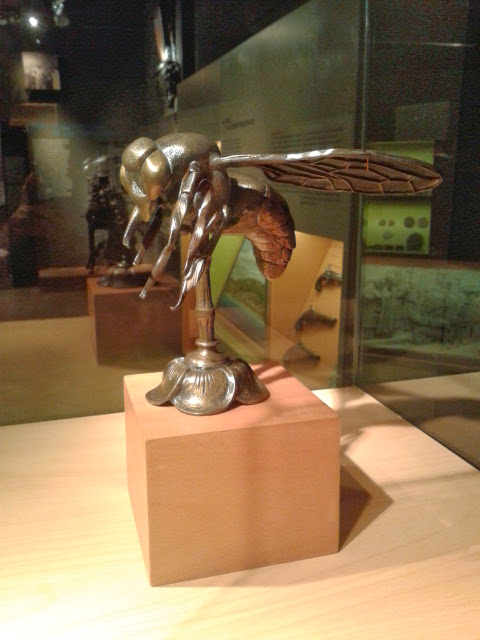
Abella per a la Cooperativa "La Obrera Mataronense" dissenyada per Antoni Gaudí i conservada al Museu de Mataró.
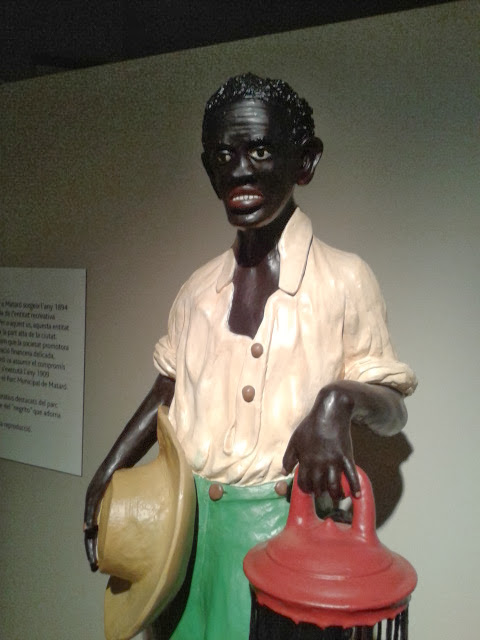
Escultura del "negritu" de Mataró del Parc Central
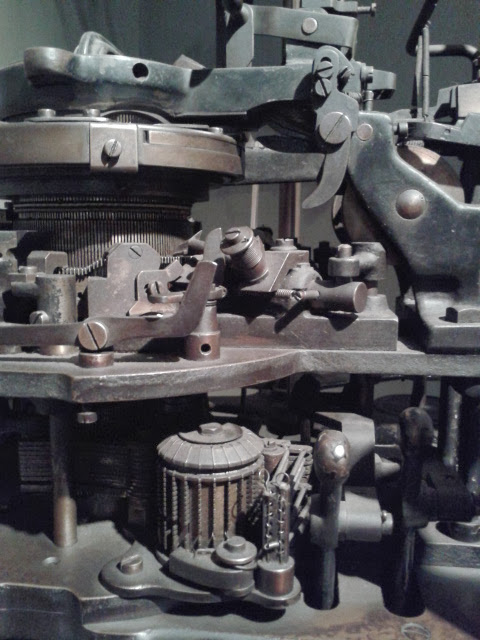
Detall d'una màquina de filatures
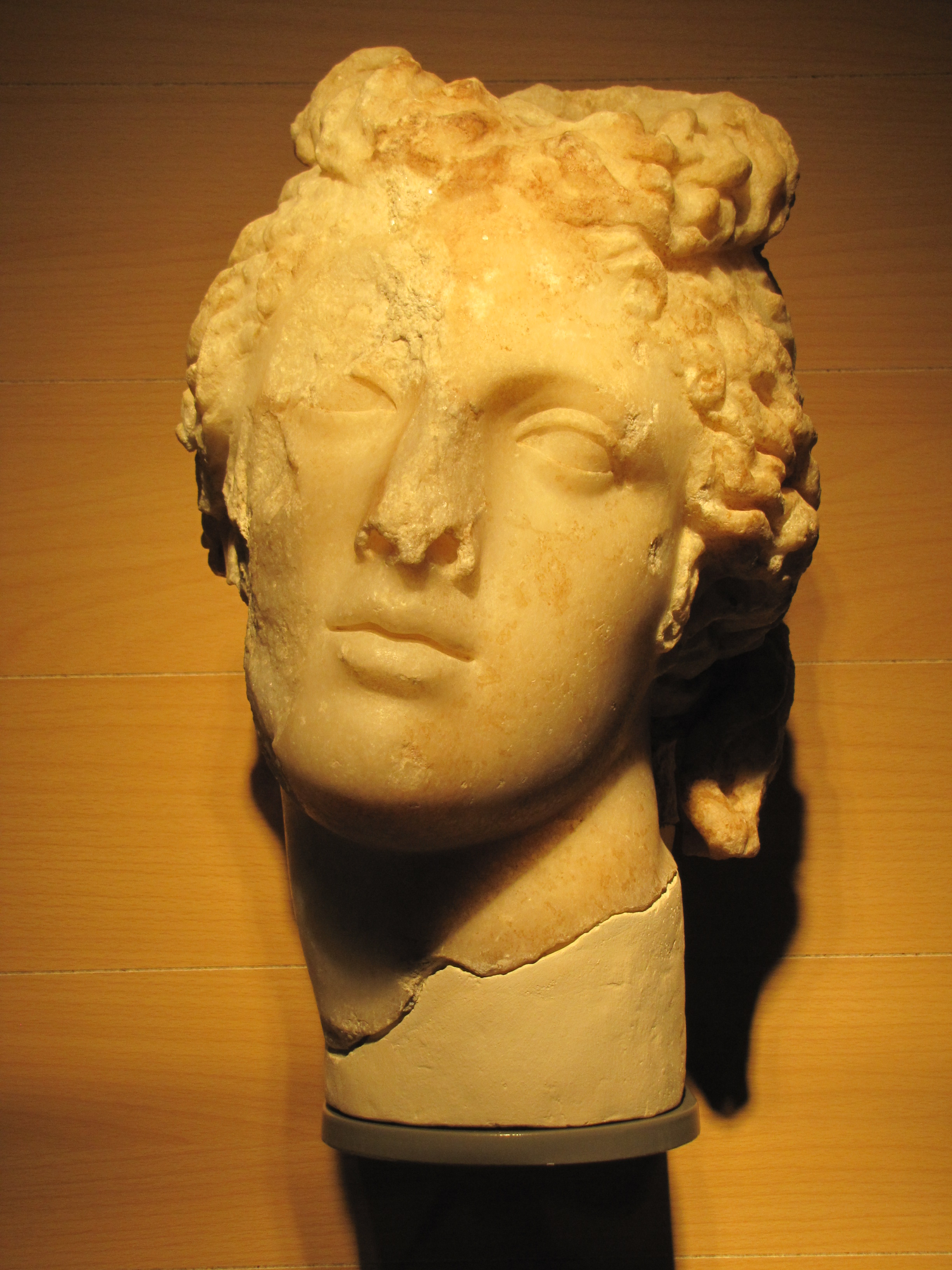
Venus d'Iluro